# Edmond Bouty
Edmond Marie Léopold Bouty (Nantes, 12 gennaio 1846 – Parigi, 5 novembre 1922) è stato un fisico francese noto per i suoi notevoli contributi nei settori dell'elettricità e del magnetismo. Ha lasciato un'impronta significativa nel panorama accademico e scientifico.

## Biografia e formazione
Bouty iniziò la sua formazione presso l'École Normale Supérieure di Parigi e la Sorbona nel 1866, sotto l'influenza di illustri fisici come Paul Desains e Jules Jamin. Nel 1868, ottenne la licenza in fisica e matematica, segnando l'inizio di una carriera accademica e di ricerca di successo.

## Carriera accademica
Dopo esperienze di insegnamento in diversi licei, Bouty si unì al Laboratorio di fisica della Sorbona nel 1873, conducendo ricerche significative sotto la guida di Jules Jamin. Nel 1883, divenne maître de conférences alla Faculté des sciences di Parigi, assumendo poi il ruolo di professore di fisica nel 1885, succedendo a Paul Desains.

## Contributi scientifici
La fama di Bouty è legata alla sua scoperta nel 1884 della "legge di Bouty", che stabilisce una relazione tra la resistenza di soluzioni saline simili e la massa molecolare dei sali. Nel 1887, ha introdotto un'innovativa tecnica per la determinazione quantitativa del contenuto di miscele di due sali nelle soluzioni.

## Onorificenze e riconoscimenti
La sua carriera gli valse l'elezione come membro dell'Académie des Sciences nel 1908 e il prestigioso Prix Lacaze nel 1895. Bouty ha presieduto anche la Société française de physique, consolidando ulteriormente la sua posizione di rilievo nel mondo scientifico.

## Pubblicazioni significative
Tra le sue opere significative, Bouty ha pubblicato una sintesi dei suoi lavori dal 1874 al 1884 intitolata "Notice sur les travaux et titres scientifiques" nel 1884. Nel 1908, ha condiviso le sue riflessioni sulla ricerca scientifica nel libro "La vérité scientifique-sa poursuite".